# Reizfilterung
Als Reizfilterung versteht man im Fachgebiet Neurobiologie, „daß zu verschiedenen Stadien – in einer Folge von Ereignissen zwischen Reiz und Reizantwort – gewisse Reize weggefiltert werden und somit das Verhalten des Tieres nicht beeinflussen.“ Durch Reizfilterung werden Sinneseindrücke demnach klassifiziert, und zwar auf den unterschiedlichsten Ebenen der Reizverarbeitung: bereits im Sinnesorgan, im Verlauf der Weiterleitung von Erregung im Rückenmark oder aber im Gehirn. Das Filtern von Reizen gilt als eine zentrale Voraussetzung für das Überleben in einer Umwelt, in der auf jedes Lebewesen ständig wesentlich mehr Reize einströmen, als die Sinneszellen oder Zellbestandteile und die ihnen nachgeordneten Zellen und Zellbestandteile verarbeiten können: „Das Tier muß in einer bestimmten Weise selektiv sein, indem es auf wichtige Ereignisse reagiert und andere nicht beachtet“; es muss also gleichsam angeborenen Prioritäten folgen. Das Phänomen Reizfilterung bewirkt folglich auch, dass unter bestimmten Umständen auf einen bestimmten Reiz eine bestimmte Reaktion folgt, unter anderen Umständen aber nicht.
In gewissem Umfang sind auch Einzeller (zum Beispiel durch Chemotaxis) und Pflanzen (erkennbar an Pflanzenbewegungen) zur Filterung von Reizen befähigt.

## Typen von Reizfiltern
Es gibt zwei Typen von Reizfiltern:
1. Starre Reizfilter, so genannte Reizschwellen, die den maximal wahrnehmbaren Bereich einschränken. Hierdurch wird der wahrnehmbare Bereich auf die Reize eingeschränkt, die für die Überlebenssituation eines Lebewesens relevant sind.
2. Variable Reizfilter, die situationsbezogen den wahrnehmbaren Bereich an Reizen auf den für diese Situation angemessenen Bereich beschränken.

## Beispiele
- Ein starrer Reizfilter ist z. B. die Hörschwelle. Hierdurch wird vermieden, dass irrelevante und störende Geräusche zu akustischen Wahrnehmungen führen, wie z. B. das Blut-Rauschen in den Adern des Ohres oder die Geräusche des Herzschlags. Andererseits werden Bereiche, die für das Überleben irrelevant sind, ausgeblendet (offensichtlich ist es für die Menschen nicht von Vorteil, die Ultraschall-Rufe der Fledermäuse hören zu können).
- Auch das Sehsystem des Menschen verfügt über einen starren Reizfilter, so dass Ultraviolettstrahlung und Infrarotstrahlung vollständig unbeachtet bleiben.
- Ein weiterer grundlegender Mechanismus der Reizfilterung sind Reflexe: Sie werden nur durch ganz bestimmte Reize ausgelöst.
- Kippfiguren sind ein bekanntes Phänomen der so genannten multistabilen Wahrnehmung: Sie erzeugen eine spontan wechselnde Wahrnehmung (genauer: Interpretation) zum Beispiel einer Zeichnung. Dieser Wechsel kann bei genügend Übung zwar willkürlich herbeigeführt werden, die Wahrnehmungsvarianten können aber keinesfalls willkürlich verändert werden. Auch kann immer nur eine der Varianten "gesehen" werden, die Alternative wird durch einen Filtermechanismus unterdrückt.
- Ein besonders markantes Beispiel sind ferner die rezeptiven Felder des Sehsystems. Sie haben im Ergebnis eine Reduzierung und Gewichtung der in der Netzhaut entstehenden Erregungen zur Folge. Bei Fröschen konnte man nachweisen, dass dank der Reizfilterung spezielle Gruppen von lichtempfindlichen Zellen die von ihnen generierte Erregung bevorzugt ans Gehirn leiten und so als Beutedetektoren eingesetzt werden können: Sie sprechen vorzugsweise auf kleine, dunkle, bewegte Objekte in ihrem Gesichtsfeld an.
- So genannte Schlüsselreize ermöglichen angeborene Reaktionen auf lebenswichtige Reize: Zum Beispiel sperren frisch geschlüpfte Vogeljunge ihren Schnabel auf, wenn ein Elterntier sich auf dem Nest niederlässt (siehe hierzu auch: Angeborener Auslösemechanismus).

## Belege
1. 1 2   David McFarland: Biologie des Verhaltens. 2. Auflage. Spektrum Akademischer Verlag, Heidelberg und Berlin 199, S. 193, ISBN 3-8274-0925-X.
2. ↑  Gerhard Roth: Einzeller – komplexes Verhalten ohne Nervensystem. In: Gerhard Roth: Wie einzigartig ist der Mensch? Spektrum Akademischer Verlag, 2010, ISBN 978-3-8274-2147-0, S. 79–89.